# Tokio Kumagaï
Tokio Kumagaï (jap. 熊谷 登喜夫, Kumagai Tokio; * 9. August 1947 in Sendai, Japan; † 25. August 1987 in Paris, Frankreich) war ein japanischer Schuh- und Modedesigner. Zu seinen bekanntesten Entwürfen gehört die Shoes to eat- Kollektion, die ebenso wie die Ballerinas The Mouse und The Cat in zahlreichen Museen für Angewandte Kunst ausgestellt werden.

## Leben
Nach dem Abschluss der High School begann er 1966 seine Ausbildung am renommierten Bunka College of Fashion in Tokio, an dem vor ihm schon Modedesigner wie Kenzo, Issey Miyake, Yohji Yamamoto und Jun’ya Watanabe ausgebildet wurden. Nach seinem Studium ging er nach Paris und arbeitete für die Modehäuser Yves Saint Laurent und Jean-Charles de Castelbajac. Während seiner Arbeit bei Castelbajac designte er auch Schuhe für Pierre d'Alby. In dieser Zeit wurde der italienische Designer Elio Fiorucci auf den japanischen Schuhdesigner aufmerksam und lud ihn zu einer Zusammenarbeit nach Mailand ein. Für das neu gegründete Modelabel Fioruccis entwarf Kumagaï goldene und silberne Turnschuhe. Gleichzeitig begann seine Zusammenarbeit mit Cerruti und Issey Miyake, für deren Kollektionen er Schuhe designte.
Im Jahr 1981 eröffnete er sein eigenes Schuhgeschäft in Paris an der Place des Victoires. Seine extravaganten Schuhkollektionen wurden von der modernen Malerei – insbesondere von Dalí, Mondrian und Kandinsky –, Fotografien und der Natur inspiriert. Viele seiner Schuhe wurden handbemalt und sind durch Applikationen, Masken, Zöpfe, Reißverschlüssen und Verwendungen von ausgefallenen Materialien gekennzeichnet. In diesem Jahr entwarf er Kollektionen von Schuhen, die mit Marmordekors in Trompe-l’œil-Technik versehen waren.
Aufgrund seines kommerziellen Erfolgs konnte er bereits 1982 sein zweites Geschäft in der Rue Saint-Honoré eröffnen. In diesen Jahren designte er Schuhe im Tierfelloptik. Die Schuhe wurden mit Fellapplikationen, Ohren, Augen, Barthaaren und Schwänzen ausgestattet. Im Jahr 1983 entwarf er eine Drip-Painting-Schuhkollektion in Anlehnung an die Gemälde von Jackson Pollock.
Im gleichen Jahr gründete er in Tokio das Label Tokio Kumagaï International und eröffnete zwei Boutiquen in Tokio und New York, auf der Madison Avenue. Große Kaufhäuser in Paris, New York und Tokio verkauften exklusiv seine Kollektionen. 1984 stellte Kumagaï die Shoes to eat-Kollektion vor. Pumps, traditionelle Geta-Sandalen und Herrenhalbschuhe gestaltete er im Stil von Shokuhin Sanpuru, japanischen Mustertellern von Speisen aus Wachs, Harz und Plastik. Realistische Darstellungen aus Harz von dünnen Fleischscheiben, Eiskugeln mit Waffeln und Reis mit Bohnen platzierte er als Dekoration auf den Schuhen.
Im Jahr 1985 stellte er in Japan seine erste Prêt-à-porter-Kollektion für Männer vor.  Darüber hinaus entwarf er in einem kleinen Umfang Damenoberbekleidung und Lederaccessoires. Neben seinen extravaganten Schuhen kreierte Kumagaï auch zahlreiche Kreationen von schlichten, eleganten Pumps, Sandalen und Herrenschuhen.
Tokio Kumagaï starb im August 1987 im Alter von 40 Jahren in Paris an Leberkrebs.
Seine Schuhkollektionen gehören heute zum Bestand zahlreicher Modemuseen und Museen für Angewandte Kunst und werden auf zahlreichen internationalen Ausstellungen gezeigt. Das Metropolitan Museum of Art, Kyoto Costume Institute, das Niederländische Schuh- und Ledermuseum, Musée de la Mode de la Ville de Paris, die National Gallery of Australia und das Powerhouse Museum of Science and Design besitzen Exponate von Tokio Kumagaï.

## Werke (Auswahl)
Zu seinen Kundinnen zählen unter anderem Prinzessin Diana, Caroline und Stéphanie von Monaco.
- Pumps Glasses[7]
- Ledersandale Eye[8][9]
- Pumps  Cat[10]
- Ballerina Cock[11]
- Schuhserie Taberu Kutsu ("Schuhe zum Essen")[12][13]
- Schuh Kandinsky
- Schuh Rolls-Roys
- Sandale Afrikanische Maske[14]
- Slingback Swan[15]
- Slipper Weintraube[16]
- Slipper Sportscar[17]
- Ballerina Mouse[18][19]
- Slipper Duck[11]
- Shoes Lion[11]
- Pumps Rabbit[11]

## Ausstellungen (Auswahl)
- A vision of fashion from the early 20th century to the present day, Contemporary Art Museum, Kumamoto (2011)
- Shoeting Stars, Klagenfurt (2015)
- Footprint: The Tracks of Shoes in Fashion, Antwerpen (2015–2016)

## Auszeichnungen
- Soen-Preis (1968)
- Endoh-Preis (1970)